# Martin Bojowald
Martin Bojowald est un physicien allemand né le 18 février 1973 à Juliers. Il enseigne à l'Institut de physique et de géométrie gravitationnelles de l'université de Pennsylvanie.

## Biographie
Il a rejoint le personnel permanent de l'institut américain en 2005, après avoir passé plusieurs années à l'institut Max-Planck de physique gravitationnelle de Potsdam, en Allemagne. Ses recherches portent sur la gravité quantique et la cosmologie physique. En 2003, il a remporté le premier prix de la Fondation pour la recherche sur la gravité avec son essai sur les « conditions initiales pour un univers ».
Son article sur les origines de l'univers avant le Big Bang, paru dans la revue Nature Physics en juillet 2007, a contribué à développer sa notoriété. Il y présente l'hypothèse selon laquelle l'Univers serait né d'un précédent univers qui se serait contracté sur lui-même. L'énergie gravitationnelle serait alors devenue répulsive et cet univers aurait ensuite rebondi vers le nôtre.

## Œuvres
- L'univers en rebond : avant le big bang [« Zurück vor den Urknall. Die ganze Geschichte des Universums »]  (trad. de l'allemand), Paris, Albin Michel, 2011, 318 p. (ISBN 978-2-226-20880-4)